# 比阿特麗斯戰爭
《比阿特麗斯戰爭》（葡萄牙語：A Guerra da Beatriz）是一部於2013年上映的東帝汶劇情片。

## 劇情
《比阿特麗斯戰爭》根據16世紀法國馬丹·蓋赫案改編，但時間背景改為東帝汶印度尼西亞佔領時期。
1975年9月，比阿特丽斯和托马斯在帝力的一個小村莊結婚。同年12月印尼軍隊進攻東帝汶，托马斯夫婦於是與其他村民一同逃難。但村民逃難的途中被印尼軍隊抓獲，並把村民送到克拉拉斯安置。
1983年比阿特丽斯誕下一子之後，印尼軍隊為了報復打算反抗的東帝汶人，決定屠殺克拉拉斯的男性村民，連嬰兒也不例外。托马斯在此時被印尼軍隊拘捕。比阿特丽斯卻無法從屠殺中的200名死者中找到托马斯。
1999年，印尼政府結束對東帝汶的軍事佔領，由聯合國接管，3年後東帝汶成為獨立國家。此時，托马斯失蹤16年之後竟然回到比阿特丽斯身邊。在托马斯失蹤期間，他成功逃離到山上，避開印尼政府的追捕，並加入了抵抗組織。比阿特丽斯發現她的丈夫已經變成一個成熟、睿智、善于交际和有爱心的人。

## 演員
- 伊里姆·托倫蒂諾飾演比阿特麗斯
  - 桑德拉·達科斯塔飾演比阿特麗斯（童年）
- 奧古斯塔·蘇亞雷斯飾演特雷莎
  - 多羅泰阿·蘇亞雷斯飾演特雷莎（童年）
- 何塞·達科斯塔飾演托马斯
  - 歐亨尼奧·蘇亞雷斯飾演托马斯（童年）
- 奧斯梅·貢薩爾維斯飾演尼古拉斯的父親
- 富努·拉坎飾演塞萊斯蒂諾·多斯安若斯

## 製作
《比阿特麗斯戰爭》用了20萬澳元進行拍攝，拍攝資金主要來自製片人、贊助商及東帝汶政府。電影採用東帝汶的國家語言德頓語拍攝，但電影的標題則使用了葡萄牙語。
此電影的部份演員在拍攝此部電影之前都具演藝經驗。此電影的女主角伊里姆·托倫蒂諾在東帝汶的比比布拉克劇團出身，曾拍攝電影《巴里布》，並曾在戲劇及電視節目中演出。而飾演托馬斯的何塞·達科斯塔在拍攝此電影之前曾經參與拍攝《火的回答》和《巴里布》。飾演特雷莎的奧古斯塔·蘇亞雷斯、多羅泰阿·蘇亞雷斯和歐亨尼奧·蘇亞雷斯姊弟和他們的表姊妹，飾演比阿特麗斯童年的桑德拉·達科斯塔均曾參加兒童聯合劇團。飾演尼古拉斯的父親的奧斯梅·貢薩爾維斯是比比布拉克劇團的成員，亦曾參演電影《巴里布》。而飾演塞萊斯蒂諾·多斯安若斯的富努·拉坎曾經是东帝汶独立革命阵线的成員，亦是東帝汶國防軍的前指揮官。部份克拉拉斯屠殺的倖存者亦有參與《比阿特麗斯戰爭》的演出。
本片的攝製隊由30個東帝汶人和4個澳洲人組成。東帝汶國防軍亦有提供裝備、武器和制服供攝製隊進行拍攝。與此同時，亦有一些軍官在電影中客串，比如飾演塞萊斯蒂諾·多斯安若斯的富努·拉坎。
2013年9月17日，《比阿特麗斯戰爭》在東帝汶首都帝力上映，並在電影院放映5週，1個月內單在東帝汶全國露天上映就有多達30000名觀眾入場，加上位處帝力，該國唯一的戲院的入場收看該電影的人次，該片的入場人數達十萬人。

## 參展
《比阿特麗斯戰爭》曾在阿德萊德電影節和印度國際電影節中參展，並在參與後者時獲得金孔雀獎最佳電影。

## 反應
《雅加達郵報》的溫杜·優素福將《比阿特麗斯戰爭》與阿爾及利亞第一部電影《阿爾及爾之戰》相比較。他發現兩片不僅劇情相似，劇本亦由前游擊隊成員所寫。《阿爾及爾之戰》的導演吉洛·彭特克沃與《比阿特麗斯戰爭》的導演貝蒂·雷斯同樣政治傾向左傾。與此同時，兩部電影都被兩個新國家的政府大力宣傳。但是，對比起《阿爾及爾之戰》，《比阿特麗斯戰爭》相對來說比較不動感，女人在該片中被視為「佔領的最終受害者和長期創傷者」。優素福亦指電影展示了印尼軍隊最醜惡的一面。